# Mahatao
Mahatao is een gemeente in de Filipijnse provincie Batanes op het eiland Batan. Bij de laatste census in 2007 had de gemeente bijna tweeduizend inwoners.

## Geografie

### Bestuurlijke indeling
Mahatao is onderverdeeld in de volgende 4 barangays:
- Hanib
- Kaumbakan
- Panatayan
- Uvoy

## Demografie
Mahatao had bij de census van 2007 een inwoneraantal van 1.539 mensen. Dit zijn 356 mensen (18,8%) minder dan bij de vorige census van 2000. De gemiddelde jaarlijkse groei komt daarmee uit op -2,83%, hetgeen geheel afwijkt van het landelijk jaarlijks gemiddelde over deze periode (2,04%). Vergeleken met de census van 1995 is het aantal mensen met 17 (1,1%) afgenomen.

De bevolkingsdichtheid van Mahatao was ten tijde van de laatste census, met 1.539 inwoners op 12,9 km², 119,3 mensen per km².